# Municipio de Georgetown (Illinois)
El municipio de Georgetown (en inglés: Georgetown Township) es un municipio ubicado en el condado de Vermilion en el estado estadounidense de Illinois. En el año 2010 tenía una población de 7901 habitantes y una densidad poblacional de 119,03 personas por km².

## Geografía
El municipio de Georgetown se encuentra ubicado en las coordenadas 40°0′9″N 87°39′15″O / 40.00250, -87.65417. Según la Oficina del Censo de los Estados Unidos, el municipio tiene una superficie total de 66.38 km², de la cual 66,31 km² corresponden a tierra firme y (0,1 %) 0,07 km² es agua.

## Demografía
Según el censo de 2010, había 7901 personas residiendo en el municipio de Georgetown. La densidad de población era de 119,03 hab./km². De los 7901 habitantes, el municipio de Georgetown estaba compuesto por el 95,72 % blancos, el 1,96 % eran afroamericanos, el 0,2 % eran amerindios, el 0,24 % eran asiáticos, el 0,27 % eran de otras razas y el 1,61 % eran de una mezcla de razas. Del total de la población el 1,15 % eran hispanos o latinos de cualquier raza.